# Сехнице
Сехнице (пол. Siechnice, нем. Tschechnitz)  —  город  в Польше, входит в Нижнесилезское воеводство,  Вроцлавский повят.  Занимает площадь 15,53 км². Население 9201 человек

## История
Эта территория была заселена еще во времена неолита, лужицкой и пшеворской культур.
Впервые упоминается в 1253 году как Siechnice в документе Генриха III Белого, который передавал село основанному им госпиталю Святой Елизаветы во Вроцлаве.
С 1323 по 1810 год, когда была проведена секуляризация церковных благ в Пруссии, деревня представляла собой госпитальные владения ордена крестоносцев с красной звездой из церкви Святого Матьяша во Вроцлаве. 
Во время Тридцатилетней и затем семилетней войн Сехнице были полностью уничтожены. Они полностью сгорели в 1675 году. Еще один пожар, на этот раз частичный, уничтожил поселок в 1792 году вместе с трактиром. Она была затоплена во время великих одрзанских наводнений в 1578 и 1785. Из-за постоянной опасности наводнений уже с XIV века были построены дамбы и каналы.
Первый мост на Олаве был построен еще до 1785 года. В 1833 году, когда была открыта католическая школа, в Сехнице проживало 638 человек, существовало 37 домов, больница, мельница, 3 ветряные мельницы и трактиры, свои заводы вели 14 ремесленников. С развитием суконной промышленности сельское хозяйство переключилось на овцеводство.
Однако быстрое развитие было связано с индустриализацией. В 1909 году село перерезала железнодорожную линию из Вроцлава в Ополе через Ельч. Здесь располагались электростанция (позже ТЭЦ „Чехница”) и карбидный завод, который со временем превратился в завод ферросплавов и сварочных материалов. Основан в 20-х гг. В XX веке сельскохозяйственный институт животноводства (существовал до 2000 года) сотрудничал с Вроцлавским университетом. В 1937 году численность населения составляла уже 1500 человек. В 1936 году нацистские власти официально изменили название на ” более немецкое": Kraftborn. В военное время здесь дислоцировалось подразделение противовоздушной обороны leichte Heimat-Flak-Batterie 49 / IV (легкая артиллерийская батарея).
В 1945 году ее заселили польские переселенцы из довоенного уезда Ягеллонский городок под Львовом.
С 1 января 1997 года Сехницe получили муниципальные права. В том же году они серьезно пострадали во время великого наводнения в Силезии.

## Транспорт
В городе узловая пассажирская и грузовая железнодорожная станция. А так же присутствует собственная муниципальная коммуникация.

## Галерея

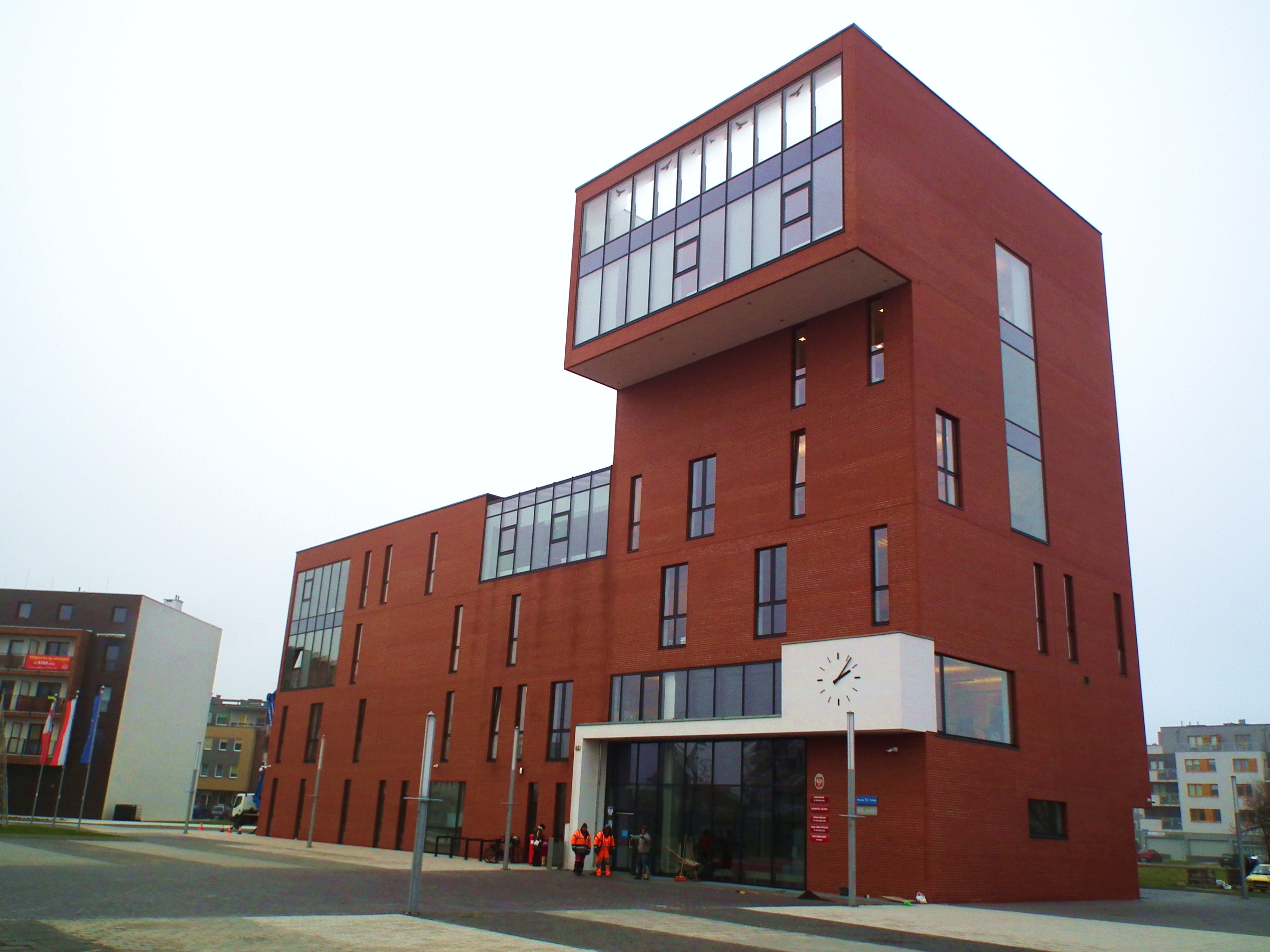
Ратуша

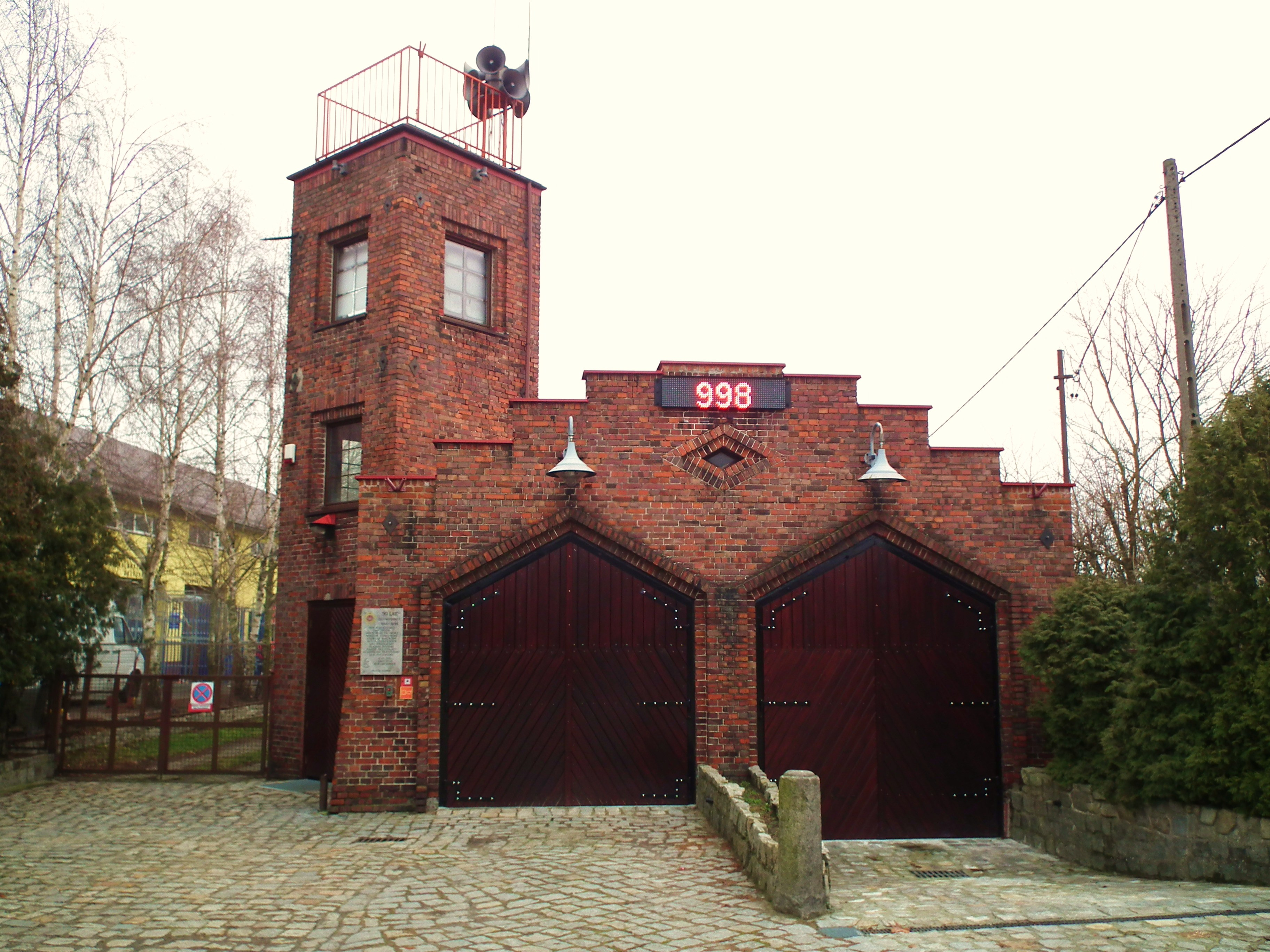
Пожарная станция

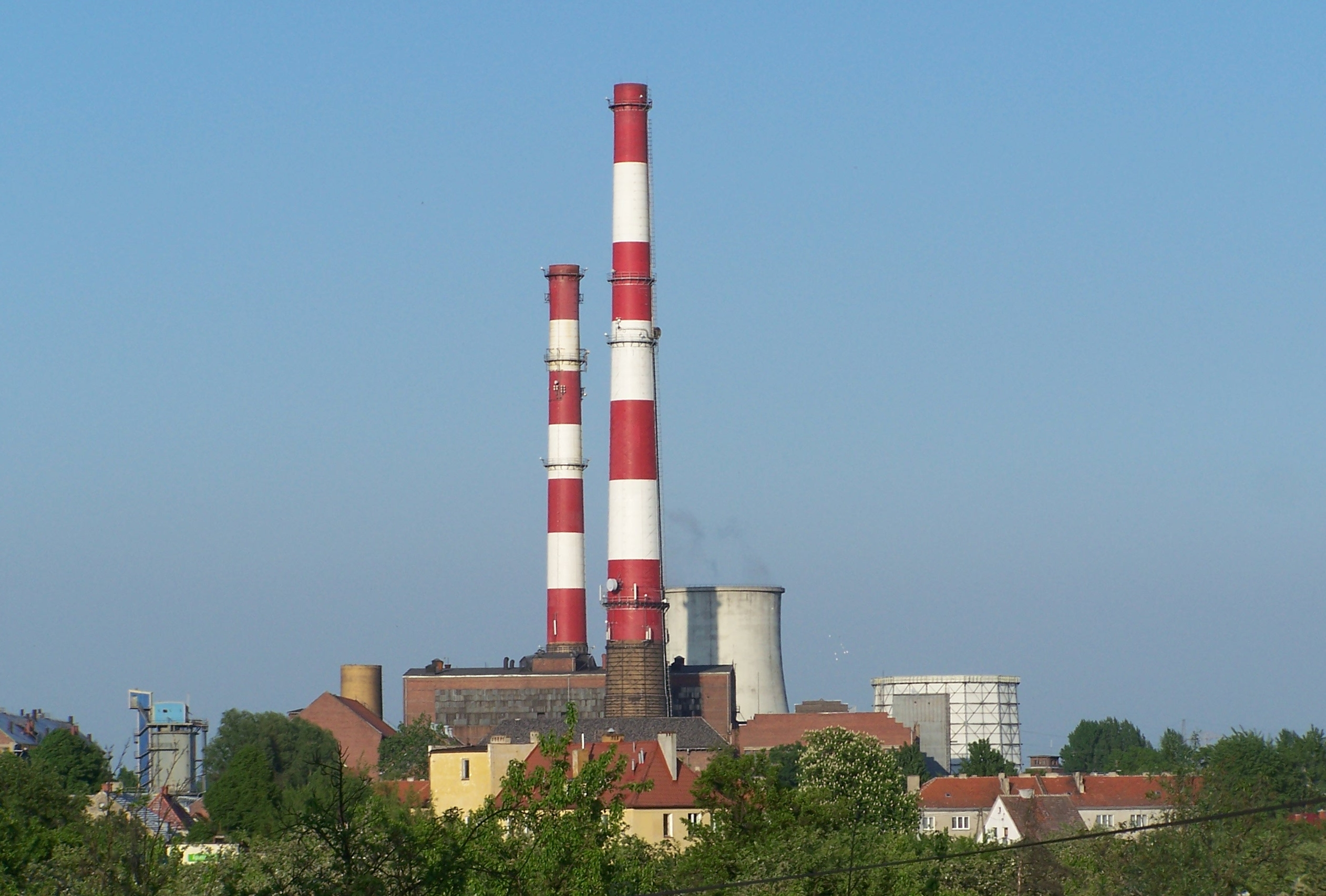